# ТрансТехСервис
ТрансТехСервис (ТТС) — группа компаний, авторитейлер, крупнейший региональный автодилер. Основан в 1992 году. Штаб-квартира – в Набережных Челнах. Занимается реализацией и техническим обслуживанием на правах официального дилера автомобилей отечественного и иностранного производства.

## История
Компания «ТрансТехСервис» была создана в 1992 году. Офис разместился в Набережных Челнах.
Первоначальный стартовый капитал для развития бизнеса был сформирован из банковских кредитов.
В 90-е продажа легковых автомобилей происходила, в основном, по бартерной схеме. Сделки совершались на городских автостоянках.
В 1993 году «ТТС» подписали контракт с АвтоВАЗом. В 1995 году в Набережных Челнах открыли первый полноценный автоцентр — салон LADA.
В 1995 году открыли офис в Казани.
К середине 1997-го годовой оборот реализации превысил 5,5 тысяч автомобилей.
В 1997 году компания «ТрансТехСервиса» заключила договор об официальном дилерстве с российским представительством BMW. В этом же году стала первой компанией, которая заключила прямой дилерский контракт на поставку автомобилей Hyundai. Также было подписано соглашение с Daewoo. 
В 1998 году открыт дилерский центр BMW в Казани, в 2019 году полностью обновлён.
В 1998 году копания начала свою деятельность в Уфе, где продавали автомобили отечественных и зарубежных производителей на арендованной стоянке.
В 2000 году было подписано официальное соглашение с Land Rover, в 2001 — с Renault, в 2002 — с Toyota и Mitsubishi, в 2004 — с KIA, в 2006 — с Audi, Jaguar, Mazda, Ford, Ssang Yong и Peugeot, в 2007 — с Porcshe, MINI, Chevrolet, в 2008 — с Opel, Subaru, в 2009 — с Lexus, Volkswagen, в 2010 — с GM-Avtovaz, в 2011 — с Skoda, в 2013 — с UAZ, в 2014 — с Jeep.
В 2007 году в штате «ТТС» было более 1700 сотрудников. Компания имела дилерские контракты с 12 иностранными производителями, торговая сеть состояла из 27 автосалонов.
В 2010 году объём продаж компании достиг 23 500 автомобилей, увеличившись на 52% по сравнению с результатами 2009 года.
В 2011 году открыт второй дилерский центр KIA в Казани.
К 2012 году «ТТС» являлась официальным дилером 23 автомобильных брендов, в 9 городах России работали 50 автоцентров и 4 автосалона автомобилей с пробегом. В штате компании числилось более 4000 сотрудников.
В 2013 году «ТТС» открыл 18 новых и реконструированных автоцентров в городах Поволжья (Набережные Челны, Казань, Нижнекамск, Уфа, Ижевск, Чебоксары, Йошкар-Ола, Стерлитамак, Альметьевск). Компания занимала 2,1% российского рынка.
В 2015 году открыт первый в Татарстане OFF-ROAD Park для тестирования внедорожных автомобилей.
В ноябре 2016-го компания получила в Оренбурге два автоцентра обанкротившегося местного дилера, начала продавать Renault и BMW. В 2016-м выручка увеличилась на 27%.
В 2018 году в Набережных Челнах открыт современный дилерский центр Volkswagen, первый в Татарстане Digital – автосалон.
В 2019 году открыт Мегамолл ТТС площадью 7 Га — крупнейшая, на тот момент, площадка по продаже автомобилей с пробегом в стране.
В 2019 году открыт новый автосалон Mazda в Уфе.
В 2020 году компания вошла в список системообразующих предприятий экономики РФ. Дилерский центр «Hyundai ТрансТехСервис» в Набережных Челнах стал победителем премии «Автодилер года 2020».
На 2021 год группа компаний объединяла 83 дилерских центра продаж новых автомобилей и 14 центров продаж авто с пробегом.
В 2023 году компания открыла 11 дилерских центров в Поволжье. В портфель дилера входит более 30 брендов.
В 2024 году в Уфе открыт новый дилерский центр OMODA & JAECOO.

## Собственники и руководство
С 1992 по 2020 год основатель и директор фирмы «ТрансТехСервис» Вячеслав Зубарев.
С 2008 года Вячеслав Зубарев является председателем совета директоров ТТС.
В 2020 году пост директора занял сын Вячеслава Зубарева, Даниил.
На 2022 год 100% уставного капитала "УК «ТрансТехСервис» принадлежат основателю компании Вячеславу Зубареву.

## Деятельность
Деятельность компании разделена на 2 направления: розничное подразделение «ТрансТехСервис» и ТТС-Гарант — направление по продажам и закупкам автомобилей с пробегом.
На 2023 год в структуру компании «ТрансТехСервис» входит 88 автосалонов, реализующих новые автомобили, и 10 салонов автомобилей с пробегом. 
В портфель дилера входит более 40 автомобильных брендов.

### Показатели деятельности
| Год  | Продано новых автомобилей | Изменение к прошлому году | Продано автомобилей с пробегом | Изменение к прошлому году |
| ---- | ------------------------- | ------------------------- | ------------------------------ | ------------------------- |
| 2013 | 58 000                    | ▲15%                      |                                |                           |
| 2014 | 59 500                    | ▲ 2%                      |                                |                           |
| 2015 | 40 326                    | ▼32%                      | 14 500                         | ▲57%                      |
| 2016 | 44 616                    | ▲11%                      | 21 819                         | ▲50%                      |
| 2017 | 53 500                    | ▲20%                      | 30 000                         | ▲41%                      |
| 2018 | 59 042                    | ▲11%                      | 37 996                         | ▲24%                      |
| 2019 | 58 790                    | ▼0,4%                     | 35 592                         | ▼ 6%                      |
| 2020 | 47 248                    | ▼20%                      | 26634                          | ▼25%                      |
| 2021 | 42 628                    | ▼10%                      | 24 807                         | ▼ 7%                      |
| 2022 | 12 352                    | ▼71%                      | 18 387                         | ▼26%                      |
| 2023 | 17 092                    | ▲38%                      | 26 584                         | ▲45%                      |

## Финансовые показатели
Выручка компании:
| Год                | 2013 | 2014 | 2015 | 2016 | 2017 | 2018 | 2019 | 2020 | 2021 | 2022  | 2023 |
| Выручка, млрд руб. | 44,2 | 52,1 | 58,9 | 48,6 | 62,0 | 78,7 | 95,8 | 97,7 | 87,7 | 104,9 | 79,0 |

## Рейтинги
В 2006 году компания заняла первое место среди автодилеров Татарстана с долей рынка 49% и четвёртое место в Башкортостане с долей рынка 19%.
В 2013 году занял третье место в топ-100 дилерских автохолдингов России по версии журнала «АвтоБизнесРевю».
С 2013 года входил в рейтинг «200 крупнейших частных компаний в России» Forbes.
В 2015 году компания вошла в топ-3 в рейтинге дилерских холдингов по объёму продаж автомобилей с пробегом, согласно статистике журнала «АвтоБизнесРевю». 
В 2016 году компания была второй в России по объёму продаж новых автомобилей и машин с пробегом, согласно статистике журнала «АвтоБизнесРевю».
В 2016 году, по версии аналитического агентства «Автостат», «ТТС» занял второе место по абсолютному объёму продаж автомобилей с пробегом и был признан лучшим в РФ в номинации «организация бизнеса автомобилей с пробегом».
В 2017 — согласно статистике журнала «АвтоБизнесРевю», заняла третье место по объёму продаж новых автомобилей и второе место по продажам  машин с пробегом.
В 2020 году «ТрансТехСервис» вошёл в рейтинг 20 крупнейших автомобильных дилеров года.